# Cañuelas
Cañuelas − miasto w Argentynie leżące w prowincji Buenos Aires.
Według spisu z roku 2001 miasto liczyło 24380 mieszkańców.